# Slovak International 2014
Die Slovak International 2014 im Badminton fanden vom 21. bis zum 24. August 2014 in Trenčín statt.

## Sieger und Platzierte
| Disziplin    | Gold                            | Silber                           | Bronze                          |
| ------------ | ------------------------------- | -------------------------------- | ------------------------------- |
| Herreneinzel | Matthias Almer                  | Justin Teeuwen                   | Alex Lane                       |
| Herreneinzel | Matthias Almer                  | Justin Teeuwen                   | Adam Mendrek                    |
| Dameneinzel  | Anna Narel                      | Hrystyna Dzhangobekova           | Zuzana Pavelková                |
| Dameneinzel  | Anna Narel                      | Hrystyna Dzhangobekova           | Laura Sárosi                    |
| Herrendoppel | Ben Lane Sean Vendy             | Pavel Drančák Jaromír Janáček    | Darren Adamson Scott Sankey     |
| Herrendoppel | Ben Lane Sean Vendy             | Pavel Drančák Jaromír Janáček    | Maciej Dabrowski Paweł Pietryja |
| Damendoppel  | Katarina Galenić Cheryl Seinen  | Magdalena Witek Aneta Wojtkowska | Sonja Pekkola Riikka Sinkko     |
| Damendoppel  | Katarina Galenić Cheryl Seinen  | Magdalena Witek Aneta Wojtkowska | Steffi Annys Flore Vandenhoucke |
| Mixed        | Paweł Pietryja Aneta Wojtkowska | Oliver Schaller Céline Burkart   | Justin Teeuwen Cheryl Seinen    |
| Mixed        | Paweł Pietryja Aneta Wojtkowska | Oliver Schaller Céline Burkart   | Jaromír Janáček Sabina Milová   |